# Pik Ajdarbek
Pik Ajdarbek (ryska: Пик Айдарбек) är en bergstopp i Kirgizistan.   Den ligger i oblastet Osj, i den sydvästra delen av landet, 400 km sydväst om huvudstaden Bisjkek. Toppen på Pik Ajdarbek är 5 068 meter över havet.
Terrängen runt Pik Ajdarbek är bergig åt nordost, men åt sydväst är den kuperad. Runt Pik Ajdarbek är det mycket glesbefolkat, med 7 invånare per kvadratkilometer. Det finns inga samhällen i närheten. Trakten runt Pik Ajdarbek består i huvudsak av gräsmarker.